# A World Without Heroes
„A World Without Heroes“ je píseň americké rockové skupiny Kiss vydaná na albu Music from The Elder v roce 1981. Píseň napsali Gene Simmons, Paul Stanley, Lou Reed a Bob Ezrin. Jde o pomalou baladu. Singl se umístil na 56. místě v USA a na 55. místě ve Spojeném království. Video k písni je prvním singlem skupiny, který byl vysílán na MTV.

## Sestava
- Paul Stanley – zpěv, rytmická kytara
- Gene Simmons – zpěv, basová kytara
- Ace Frehley – sólová kytara, basová kytara
- Eric Carr – zpěv, bicí, perkuse